# Megascops centralis
El autillo vermiculado o lechuza chocó (Megascops centralis) es una especie de búho de la familia Strigidae. 

## Distribución
Se encuentra en los bosques húmedos de tierras bajas en el oeste de Ecuador, este de Colombia, Panamá y Costa Rica. Como sugiere su nombre, una gran parte de su gama está en el Chocó.

## Taxonomía
Es reemplazado en América del Sur, al este de los Andes por la lechuza roraima (M. roraimae), y al norte de Costa Rica por el autillo guatemalteco (M. guatemalae). El autillo vermiculado fue originalmente descrito como una subespecie de las últimas y algunos aún los tratan de este modo, pero, inexplicablemente, otros lo han omitido por completo (no reconocido como especie ni subespecie). La lechuza roraima, El autillo guatemalteco, y el autillo vermiculado son muy similares en apariencia, pero fácilmente separados por voz.